# 274264 Piccolomini
274264 Piccolomini è un asteroide della fascia principale. Scoperto nel 2008, presenta un'orbita caratterizzata da un semiasse maggiore pari a 2,6533313 au e da un'eccentricità di 0,1050983, inclinata di 7,87246° rispetto all'eclittica.
È dedicato ad Alessandro Piccolomini, astronomo italiano del XVI secolo.